# アサルト13 要塞警察
『アサルト13 要塞警察』（原題: Assault on Precinct 13）は、2005年に製作されたアクション映画。アメリカとフランスの合作映画であり、1976年に製作されたアメリカ映画『ジョン・カーペンターの要塞警察』のリメイク作品。

## ストーリー
デトロイトにある最も古い警察署「13分署」。そこで内勤として働いているジェイク・ローニックは、過去の潜入捜査官時代に、自らのミスで仲間2人の命が奪われてしまったことを、現在も深く悔いていた。その年の大晦日、彼は数名の同僚達と署で年を越すことになるが、そこへ大雪のために緊急避難してきた護送車が到着する。護送された犯罪者の中には、暗黒街の大物マリオン・ビショップの姿もあった。こうして多くの凶悪犯達と一夜を過ごすことになったジェイクだったが、突然何者かが警察署に侵入してくる。それを食い止めるジェイクだったが、警察署はすでに武装した集団に取り囲まれてしまっていた。

## 登場人物

### 主要人物
ジェイク・ローニック巡査部長（Sgt. Jake Roenick）
演 - イーサン・ホーク
13分署で内勤として働く警察官。元潜入捜査官。
マリオン・ビショップ（Marion Bishop）
演 - ローレンス・フィッシュバーン
暗黒街の大物。刑事殺しの現行犯で逮捕される。
マーカス・デュヴァル警部（Capt. Marcus Duvall）
演 - ガブリエル・バーン
組織犯罪対策班の主任。

### 13分署の人物
アレックス・サビアン医師（Dr. Alex Sabian）
演 - マリア・ベロ
心理カウンセラー。仲間を死なせて悔やんでいるジェイクのカウンセリングを担当。吹雪の中でもジェイクの元にやってくるなど彼を気にかけている。
アイリス・フェリー（Iris Ferry）
演 - ドレア・ド・マッテオ
秘書。
ジャスパー・オーシェア巡査部長（Sgt. Jasper O'Shea）
演 - ブライアン・デネヒー
ベテランの警察官。
ベック（Beck）
演 - ジョン・レグイザモ
麻薬中毒者。
スマイリー（Smiley）
演 - ジェフリー・“ジャ・ルール”・アトキンス
偽ブランド品売り。
アンナ（Anna）
演 - アイシャ・ハインズ
女ギャング。
ケヴィン・キャプラ（Officer Kevin Capra）
演 - マット・クレイヴン
ジェイクの同僚の警察官。

### その他
ローゼン（Officer Rosen）
演 - キム・コーツ
護送車の警官。
ギル（Officer Gil）
演 - ドリアン・ヘアウッド
護送車の警官。
マイク・カハネ（Mike Kahane）
演 - カリー・グレアム
デュヴァル警部の部下。
ミロス（Milos）
演 - タイタス・ウェリヴァー
麻薬の売人。ジェイクとの銃撃戦に敗れて死亡。

## キャスト
| 役名                           | 俳優                                   | 日本語吹替                                         | 日本語吹替                                                          |
| 役名                           | 俳優                                   | ソフト版                                           | テレビ朝日版                                                        |
| ------------------------------ | -------------------------------------- | -------------------------------------------------- | ------------------------------------------------------------------- |
| ジェイク・ローニック巡査部長   | イーサン・ホーク                       | 咲野俊介                                           | 宮本充                                                              |
| マリオン・ビショップ           | ローレンス・フィッシュバーン           | 屋良有作                                           | 玄田哲章                                                            |
| マーカス・デュヴァル警部       | ガブリエル・バーン                     | 有本欽隆                                           | 佐々木勝彦                                                          |
| アレックス・サビアン医師       | マリア・ベロ                           | 八十川真由野                                       | 日野由利加                                                          |
| アイリス・フェリー             | ドレア・ド・マッテオ                   | 勝生真沙子                                         | 深見梨加                                                            |
| ベック                         | ジョン・レグイザモ                     | 小森創介                                           | 高木渉                                                              |
| ジャスパー・オーシェア巡査部長 | ブライアン・デネヒー                   | 村松康雄                                           | 三木敏彦                                                            |
| スマイリー                     | ジェフリー・“ジャ・ルール”・アトキンス | 細谷佳正                                           | 白熊寛嗣                                                            |
| アンナ                         | アイシャ・ハインズ                     | 根本圭子                                           | 田村聖子                                                            |
| ケヴィン・キャプラ             | マット・クレイヴン                     | 星野充昭                                           |                                                                     |
| ローゼン                       | キム・コーツ                           |                                                    |                                                                     |
| ギル                           | ドリアン・ヘアウッド                   |                                                    |                                                                     |
| マイク・カハネ                 | カリー・グレアム                       |                                                    |                                                                     |
| ミロス                         | タイタス・ウェリヴァー                 |                                                    |                                                                     |
| 役不明又はその他               | N/A                                    | 高瀬右光 樫井笙人 千々和竜策 ふくまつ進紗 安斉一博 | 江川央生 水内清光 田中完 相沢正輝 河本邦弘 福田如子 四宮豪 高橋研二 |
| 日本語版スタッフ               |                                        |                                                    |                                                                     |
| 演出                           | 演出                                   | 吉田啓介                                           | 安江誠                                                              |
| 翻訳                           | 翻訳                                   | 五十嵐江                                           | 五十嵐江                                                            |
| 調整                           | 調整                                   | 小山雄一郎                                         | 小山雄一郎                                                          |
| 制作                           | 制作                                   | グロービジョン                                     | グロービジョン                                                      |
| 初回放送                       | 初回放送                               | 2020年10月27日 『午後のロードショー』 13:35-15:40  | 2008年6月1日 『日曜洋画劇場』                                       |

- ソフト版：VHS・DVD収録